# Фронт в отчем доме
«Фронт в отчем доме» (латыш. Fronte tēva pagalmā) — художественный фильм режиссёра Эрика Лациса, снятый по мотивам романа Бруно Саулитиса «Дорога под ясенями» на Рижской киностудии в 1984 году.

## Сюжет
Лето 1944 года. После тяжёлого ранения на родной хутор возвращается демобилизованный майор Антон Пайпала. Совсем недавно здесь проходила линия фронта и в окрестностях скрывается много отставших немецких солдат и ушедших в лес противников новой власти из числа местных жителей. Назначенному волостным парторгом Пайпале едва удаётся найти желающих на вакантные административные должности. От рук убийц один за другим гибнут председатель и писарь.
В это время приехавший из уездного центра оперуполномоченный арестовывает брат Антона — Карлиса Пайпалу. Калис не вмешивался в политику и мечтал только о спокойной крестьянской работе. Но война диктует свои условия, и Карлис, обязанный жизнью немецкому офицеру, помогает последнему укрыться во время прорыва фронта советскими войсками. При всём своём желании Антон Пайпала не в силах помочь брату, а вскоре, уже отразив нападение бандитов на деревню, и сам гибнет от рук одного из них — своего бывшего односельчанина.

## В ролях
- Гунарс Цилинский — Антон Пайпала
- Эдуард Павулс — Карлис Пайпала
- Роландс Загорскис — Спандег
- Лилита Озолиня — Элга
- Антра Лиедскалныня — Мария
- Вайронис Яканс — Шустыньш
- Роберт Зебергс — Пуриньш
- Юрис Плявиньш — Дегумс
- Миервалдис Озолиньш — Слива
- Таливалдис Аболиньш — Стабулниекс
- Хельмут Калныньш — Моргенштерн
- Рита Мейране — Хелена
- Алексей Михайлов — уездный начальник

## Съёмочная группа
- Авторы сценария: Антон Брокс, Эрик Лацис
- Режиссёр-постановщик: Эрик Лацис
- Оператор-постановщик: Харий Кукелс
- Композитор: Паулс Дамбис
- Художник-постановщик: Андрис Меркманис

## Фестивали и награды
- 1985 — 18 Всесоюзный кинофестиваль (Минск) в программе художественных фильмов: приз «Память» — фильму «Фронт в отчем доме».[1]